# Militärgeistlicher

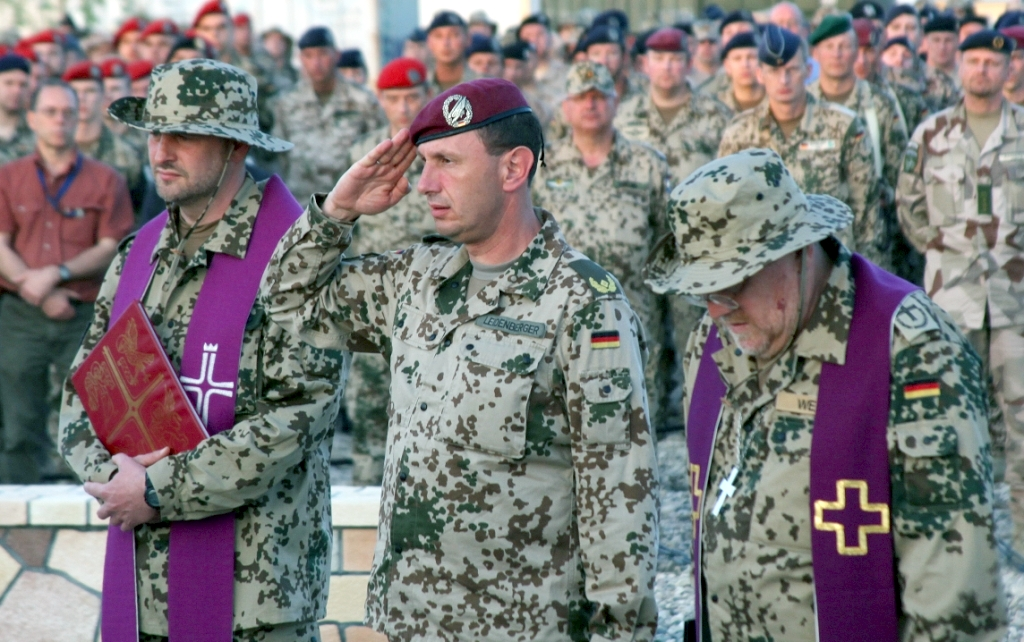
Pfarrer während der ISAF-Mission

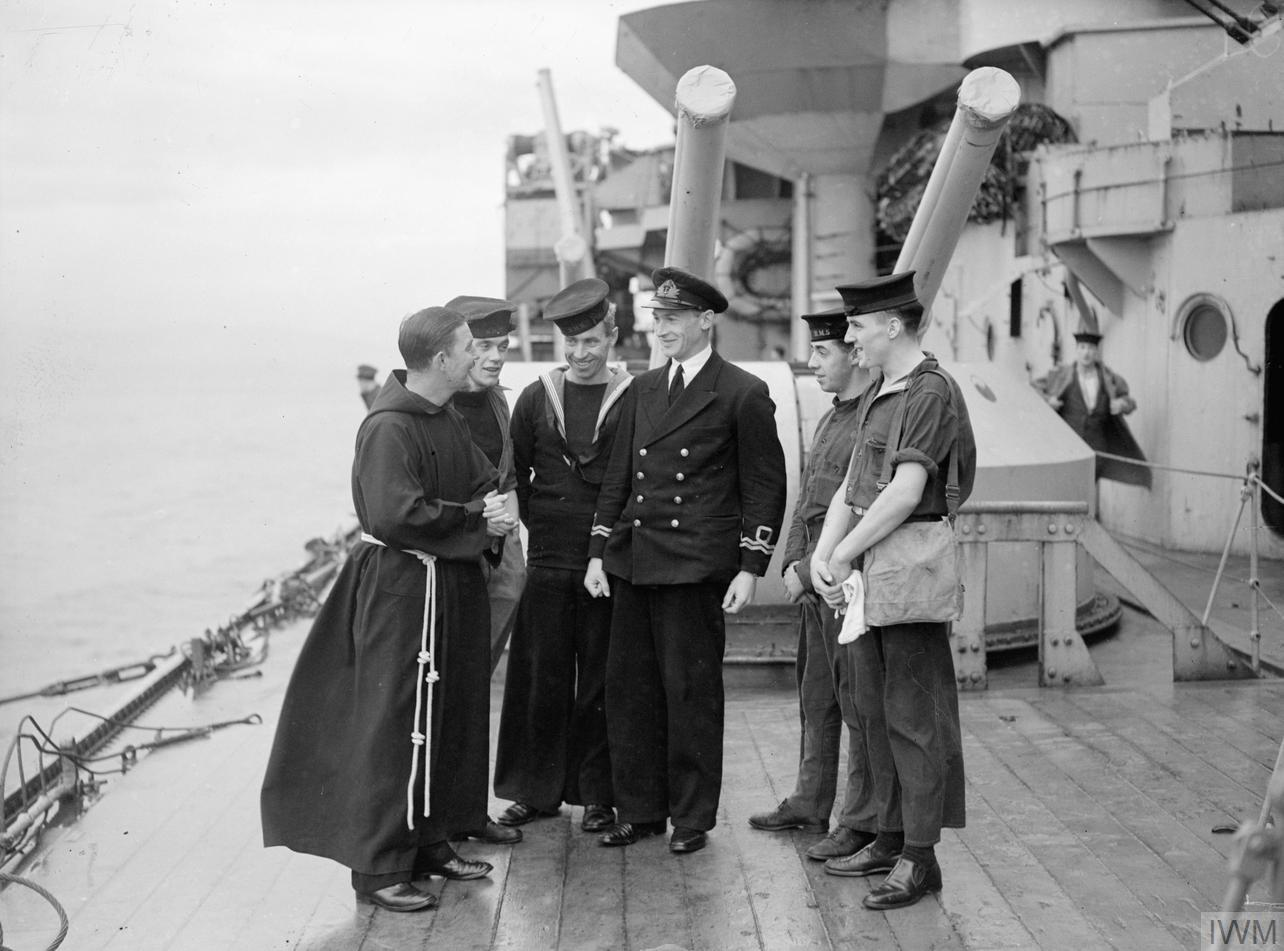
Britischer Pater als Seelsorger in der Royal Navy im Zweiten Weltkrieg

Militärgeistliche sind mit der Seelsorge an Soldaten betraute Geistliche. Unter dem Begriff Militärseelsorger sind alle Personen zusammengefasst, die in der Seelsorge an Soldaten tätig sind.
Je nach Gepflogenheit wurden sie auch als Kriegspfarrer, Divisionspfarrer, Feldprediger (protestantisch) bzw. Feldkaplane (katholisch), in Österreich (veraltet) auch Feldkurat, bezeichnet. Es waren dies Begriffe für die bei einem militärischen Verband zur Militärseelsorge eingeteilten christlichen Geistlichen.
In der heutigen katholischen und evangelischen Militärseelsorge sind Militärseelsorger – zumeist Militärpfarrer und ihre Vorgesetzten wie z. B. Militärordinarius oder Militärdekan bzw. Militärbischof – für die religiöse Betreuung der Soldaten zuständig.
Bei jüdischen Soldaten werden diese Aufgaben von Feldrabbinern, bei muslimischen von Militärimamen wahrgenommen.

## Stellung der Militärgeistlichen in einzelnen Staaten

### Deutschland
Feldprediger unterstanden dem Feldpropst ihrer Konfession.
In der Zeit des Nationalsozialismus hießen sie Feldseelsorger bzw. Wehrmachtpfarrer. Sie unterstanden ab dem Reichskonkordat von 1933 ihrem römisch-katholischen bzw. evangelischen „Militärbischof“. Im Zweiten Weltkrieg wurden die aufgrund freiwilliger Meldung oder der Wehrpflicht dienenden Geistlichen als Kriegspfarrer a.K. (auf Kriegsdauer) bezeichnet. Die im Reichskonkordat garantierte Unabhängigkeit (exemte) Militärseelsorge wurde in der Praxis jedoch oft missachtet. So berichteten mehrere Kriegspfarrer, und z. B. war Kriegspfarrer Hubert Leuchter in 1944 Standortältester in Mährisch-Weißkirchen. Hakenkreuzfahnen am Altar wurden geduldet. Das Beisein bei Erschießungen von Soldaten auf Grund von Todesurteilen, wurde von den Geistlichen – wie auch von handelnden Soldaten – als extrem belastend erlebt.
In der Bundeswehr wirken Priester, Pastoralreferenten und Pastoren als Militärseelsorger. Sie sind im Haupt- oder Nebenamt zuständig für die kirchliche Betreuung der Soldaten und ihrer Familien. Dieser Personenkreis gehört zum Jurisdiktionsbezirk des Militärbischofs und daher nicht zur örtlichen Gemeinde, sondern zur jeweiligen regionalen Militärkirchengemeinde, die von einem Militärseelsorger geleitet wird. Der Militärseelsorger hat keinen militärischen Rang, ist kein Soldat bzw. Kombattant und steht unter dem besonderen Schutz des Kriegsvölkerrechts. Er ist Angehöriger der Bundeswehr im Organisationsbereich Militärseelsorge, Bundesbeamter auf Zeit und wird daher aus dem Bundeswehr-Haushalt besoldet. Im Einsatz trägt er – wie die Soldaten – den Feldanzug mit einem Kreuz anstelle von Dienstgradabzeichen.
Um dem Militärseelsorger eine unabhängige und ungehinderte Amtsführung zu ermöglichen, ist er in keiner Weise in die Hierarchie der Streitkräfte eingebunden. Zu seiner Unterstützung ist ihm ein Pfarrhelfer zur Seite gestellt. Vorgesetzter des Militärgeistlichen ist der Militärdekan im jeweiligen Wehrbereich, der wiederum dem Militärgeneralvikar (katholisch) bzw. Militärgeneraldekan (evangelisch) unterstellt ist. Beamtenrechtlich folgt dann nur noch der Bundesminister der Verteidigung, der jedoch die kirchliche Selbstbestimmung zu wahren hat. An der Spitze der Militärseelsorge steht kirchlicherseits der jeweilige Militärbischof.
Die Militärseelsorger werden (in der Regel für mindestens 6 Jahre) von ihren Landeskirchen bzw. Diözesen für diesen Dienst freigestellt. Dadurch soll eine intensivere Betreuung der Soldaten und ihrer Familien in Deutschland gewährleistet werden. Da die Einbindung in die Ortspfarrei in der Regel wesentlich stärker ist als die Bindung zum zuständigen Militärseelsorger, wird die Jurisdiktionsregelung von den Familien meist vernachlässigt – soweit sie überhaupt bekannt ist. Militärseelsorger nehmen an Übungen und Auslandseinsätzen der Bundeswehr teil.
Der Deutsche Bundestag hat am 28. Mai 2020 einstimmig beschlossen, dass die Bundeswehr Militärrabbiner für die etwa 300 Soldaten jüdischen Glaubens einführt. Es werden zehn Rabbiner in der Bundeswehr als Beamte auf Zeit seelsorgerliche Verantwortung übernehmen. Bei Bedarf kann die Zahl aufgestockt werden. Die Auswahl der Rabbiner werde voraussichtlich im Herbst 2020 beginnen. In Hamburg und München, später auch in Frankfurt am Main und Leipzig sind Außenstellen des Rabbinats geplant.
Die Einrichtung einer muslimischen Militärseelsorge wurde 2019 angekündigt.

### Österreich
In Österreich resp. Österreich-Ungarn gab es bereits vor dem Ersten Weltkrieg für alle wichtigen Glaubensrichtungen (römisch-katholisch, griechisch-orthodox, griechisch-katholisch, protestantisch, israelitisch, islamisch) Militärgeistliche.
Im österreichischen Bundesheer werden Laien durch Pfarrgemeinderäte und die Arbeitsgemeinschaft Katholischer Soldaten sowie auf Diözesanebene durch den Pastoralrat einbezogen. Mancherorts stehen den Garnisonen eigene Kirchen (Garnisonkirchen) zur Verfügung, häufig wird auch eine örtliche Pfarrkirche mitgenutzt.

### Schweiz
In der Schweizer Armee war Feldprediger (Fpr) die frühere Bezeichnung für Armeeseelsorger (Asg).

### Frankreich
Die „Aumôniers militaires“ gehören zum Offizierkorps ihres Verbandes/Stabes und werden gemäß dem Reglement im Schriftverkehr generell als « Monsieur (oder Madame) l’aumônier » angesprochen. Sie sind auch mit besonderen Rangabzeichen ausgestattet.
- Katholische Militärgeistliche der Land- und Luftstreitkräfte werden gemäß Reglement als « Padre » angesprochen, gewöhnlich wird jedoch « Mon père » verwendet. An Bord von Schiffen wird der Geistliche als « Monseigneur » oder « Bohut » tituliert.
- Protestantische Militärpfarrer werden « Pasteur » genannt.
- Israelitische Seelsorger heißen « Monsieur le rabbin »
- Islamische Geistliche werden als « Monsieur » angesprochen, bis eine Regelung erfolgt ist, die auf traditionellen Gepflogenheiten fußt.

## Stellung der Militärgeistlichen in einzelnen Konfessionen

### Römisch-katholisches Kirchenrecht
Militärgeistliche sind keine Pfarrer und leiten keine Pfarrei, sondern einen Seelsorgebezirk; dieser wird in Österreich „Militärpfarre“ genannt. Eine Militärpfarre ist von der jeweiligen Zivilpfarrei unabhängig und wird durch einen Militärpfarrer geleitet, unterstützt gegebenenfalls von Pastoralreferenten. Kirchenrechtlich wird sie als Personalpfarrei im Rahmen der kategorialen Seelsorge (Seelsorge für eine bestimmte Gruppe von Gläubigen) betrachtet.